# Taekwondo ai XVI Giochi paralimpici estivi
Le gare di taekwondo ai XVI Giochi paralimpici estivi si sono svolte dal 2 al 4 settembre 2021 presso il Makuhari Messe. È stato l'esordio di tale disciplina ai giochi paralimpici.

## Formato
Si sono tenute tre competizioni per gli uomini e altrettante per le donne, divise in base al peso dei partecipanti e articolate in una sola fase a eliminazione diretta (comprensivi di ottavi e quarti di finale) effettuate nell'arco di una giornata. Sono state disputate due finali per le medaglie di bronzo, ciascuna con uno degli atleti che hanno perso la semifinale contro il vincitore di una serie di ripescaggi.

## Classificazione
Il taekwondo paralimpico è suddiviso in due discipline: Kyorugi e Poomsae ma è stata disputata solo la prima e prevedeva la partecipazione dei soli atleti con disabilità fisiche appartenenti alle seguenti due classi:
- K43: persone con disabilità su entrambe le braccia al di sotto dell'articolazione del gomito;
- K44: persone con disabilità su un solo lato del corpo, al braccio o alla gamba.

Le gare previste non sono state ulteriormente suddivise secondo la classificazione dei giocatori (come avvenuto in altri sport dei Giochi) pertanto nella classe K44 hanno partecipato anche atleti appartenenti alla K43.

## Calendario
| Uomini | K44 61 kg | K44 75 kg | K44 +75 kg |
| Donne  | K44 49 kg | K44 58 kg | K44 +58 kg |

|  | Finali per medaglia d'oro |

## Podi
Di seguito i podi maschili e femminili delle diverse categorie di peso:

### Uomini
| Evento | Peso   | Oro                     | Argento           | Bronzo          |
| K44    | 61 kg  | Nathan Torquato         | Mohamed El-Zayat  | Mahmut Bozteke  |
| K44    | 61 kg  | Nathan Torquato         | Mohamed El-Zayat  | Daniil Sidorov  |
| K44    | 75 kg  | Juan Diego García López | Mahdi Pourrahnama | Joo Jeong-hun   |
| K44    | 75 kg  | Juan Diego García López | Mahdi Pourrahnama | Juan Samorano   |
| K44    | +75 kg | Asghar Aziziaghdam      | Ivan Mikulic      | Zainutdin Ataev |
| K44    | +75 kg | Asghar Aziziaghdam      | Ivan Mikulic      | Evan Medell     |

### Donne
| Evento | Peso   | Oro              | Argento                   | Bronzo                 |
| K44    | 49 kg  | Leonor Espinoza  | Meryem Çavdar             | Khwansuda Phuangkitcha |
| K44    | 49 kg  | Leonor Espinoza  | Meryem Çavdar             | Anna Poddubskaia       |
| K44    | 58 kg  | Lisa Gjessing    | Beth Munro                | Silvana Fernandes      |
| K44    | 58 kg  | Lisa Gjessing    | Beth Munro                | Li Yujie               |
| K44    | +58 kg | Guljonoy Naimova | Debora Bezerra de Menezes | Janine Watson          |
| K44    | +58 kg | Guljonoy Naimova | Debora Bezerra de Menezes | Amy Truesdale          |

## Medagliere
| Pos. | Paese         | Oro | Argento | Bronzo | Totale |
| ---- | ------------- | --- | ------- | ------ | ------ |
| 1    | Brasile       | 2   | 1       | 1      | 4      |
| 2    | Iran          | 1   | 1       | 0      | 2      |
| 3    | Danimarca     | 1   | 0       | 0      | 1      |
| 3    | Perù          | 1   | 0       | 0      | 1      |
| 3    | Uzbekistan    | 1   | 0       | 0      | 1      |
| 6    | Gran Bretagna | 0   | 1       | 1      | 2      |
| 6    | Turchia       | 0   | 1       | 1      | 2      |
| 8    | Croazia       | 0   | 1       | 0      | 1      |
| 8    | Egitto        | 0   | 1       | 0      | 1      |
| 10   | RPC           | 0   | 0       | 3      | 3      |
| 11   | Argentina     | 0   | 0       | 1      | 1      |
| 11   | Australia     | 0   | 0       | 1      | 1      |
| 11   | Cina          | 0   | 0       | 1      | 1      |
| 11   | Corea del Sud | 0   | 0       | 1      | 1      |
| 11   | Stati Uniti   | 0   | 0       | 1      | 1      |
| 11   | Thailandia    | 0   | 0       | 1      | 1      |
| Tot. | Tot.          | 6   | 6       | 12     | 24     |